# Labrador retriever
Pour les articles homonymes, voir Labrador (homonymie).
Le retriever du Labrador, moins communément appelé labrador retriever ou plus simplement labrador, est une race de chiens originaire du Canada. C'est un chien de taille moyenne, à l'allure ronde et robuste, de couleur généralement jaune, chocolat ou noir ; il existe des couleurs diluées de ces 3 robes standard. Issu du chien de Saint-John, la race a été importée puis développée au Royaume-Uni et au Canada. Entre 2015 et 2020, le labrador retriever était la race de chien la plus populaire au Canada, selon le club canin canadien.
Race très docile, joueur et intelligent et d'une allure spectaculaire, le labrador est officiellement approuvé comme chien d'eau et chien de rapport. Cependant, son caractère exceptionnel a fait de lui un chien très recherché comme chien de compagnie et chien de travail, notamment chien guide d'aveugle, ou encore chien détecteur de drogues ou d'explosifs par les forces de l’ordre et des Douanes.

## Histoire

### Légende
Selon une légende dite « de la loutre », le labrador serait issu du croisement d'un terre-neuve et d'une loutre. La légende s'appuie sur leurs points communs : leur attirance pour le milieu aquatique, leurs pattes palmées, leur poil gras et imperméable ainsi que le profilage de leur queue et son utilisation comme gouvernail. La réputation de pattes palmées tient du fait que la membrane située entre les coussinets est bien plus prononcée et étendue que chez les autres races. Elle s'étend quasiment de griffe à griffe et confère au chien une véritable capacité à nager contrairement à d'autres races ((en)« Breed with a membrane that connects individual toes on their paws, giving a webbed effect »).

### Développement de la race
Au XVIIIe siècle, le chien de Saint-John, originaire de la ville de Saint-Jean de Terre-Neuve (Saint-Johns en anglais) est un auxiliaire pour les marins-pêcheurs : il recherche les poissons sautant par-dessus bord. Le chien de Castro Laboreiro a probablement été utilisé pour élaborer la race,.
Les chiens de Terre-Neuve sont exportés en Angleterre dès 1814 où ils sont appréciés comme chien de rapport. Les chiens accostent semble-t-il à Poole dans le Dorset. Ce port qui sert de relâche aux Terre-Neuvas fut par la suite un des principaux points d'importation de ces chiens en Angleterre[réf. nécessaire].
Le comte de Malmesbury donne le nom de « labrador » à ce chien de Terre-Neuve. Au cours du XIXe siècle, des croisements sont réalisés avec des chiens de chasse britanniques et la race est fixée au début du XXe siècle. Le Kennel club anglais reconnaît la race en 1903. Les premiers sujets sont importés en France en 1896 et le club français est fondé en 1911.
Le labrador est la race de chien la plus répandue au monde.

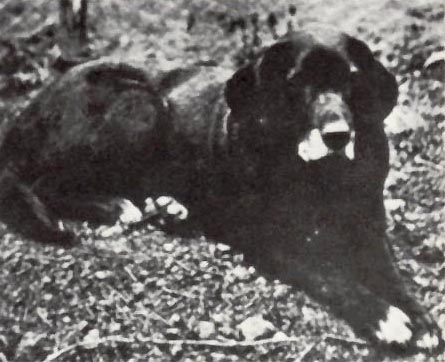
« Nell » (1867), chien de Saint John.
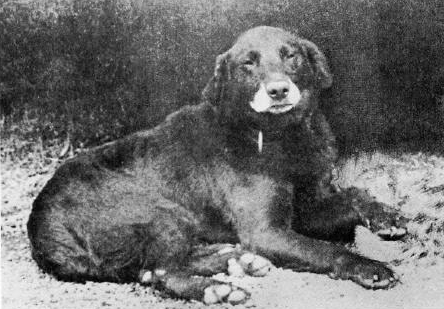
« Buccleuch Avon » (vers 1885), considéré comme un des ancêtres de la race.
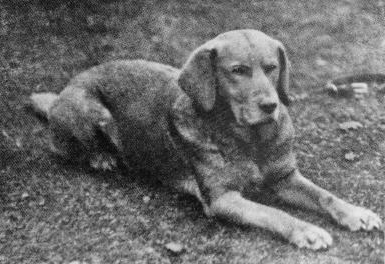
« Ben of Hyde », premier labrador jaune enregistré au Kennel Club en 1899[7].
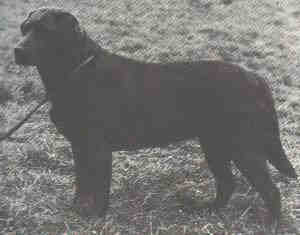
« Cookridge Tango », premier champion de couleur chocolat[8].

## Description
Le labrador est un chien de taille moyenne et d'allure bonhomme et robuste. Le corps est fortement charpenté et d'allure arrondie, mais ne doit pas être trop gros. La taille idéale est de 56 à 57 cm au garrot pour les mâles et 54  à   56 cm pour les femelles. La poitrine est bien descendue et les côtes bien développées. Le rein et l’arrière-main sont larges et puissants. La queue de longueur moyenne est très épaisse à la naissance et s'effile progressivement vers l'extrémité. Complètement pourvue d'un poil court, épais, dense et ne formant pas de frange, la queue a une apparence de rondeur connue sous le nom de « queue de loutre ». La tête est ronde avec un museau droit se terminant par une large truffe, les mâchoires sont puissantes. Les yeux de dimension moyenne sont de couleur marron ou noisette. Attachées plutôt en arrière, les oreilles ni grandes ni lourdes tombent contre la tête.
Le poil est court et dense, sans ondulation ni franges et le sous-poil est imperméable. La robe est entièrement noire, jaune ou marron (foie-chocolat). Le jaune va du crème clair au roux. Une petite tache blanche est admise sur le poitrail.

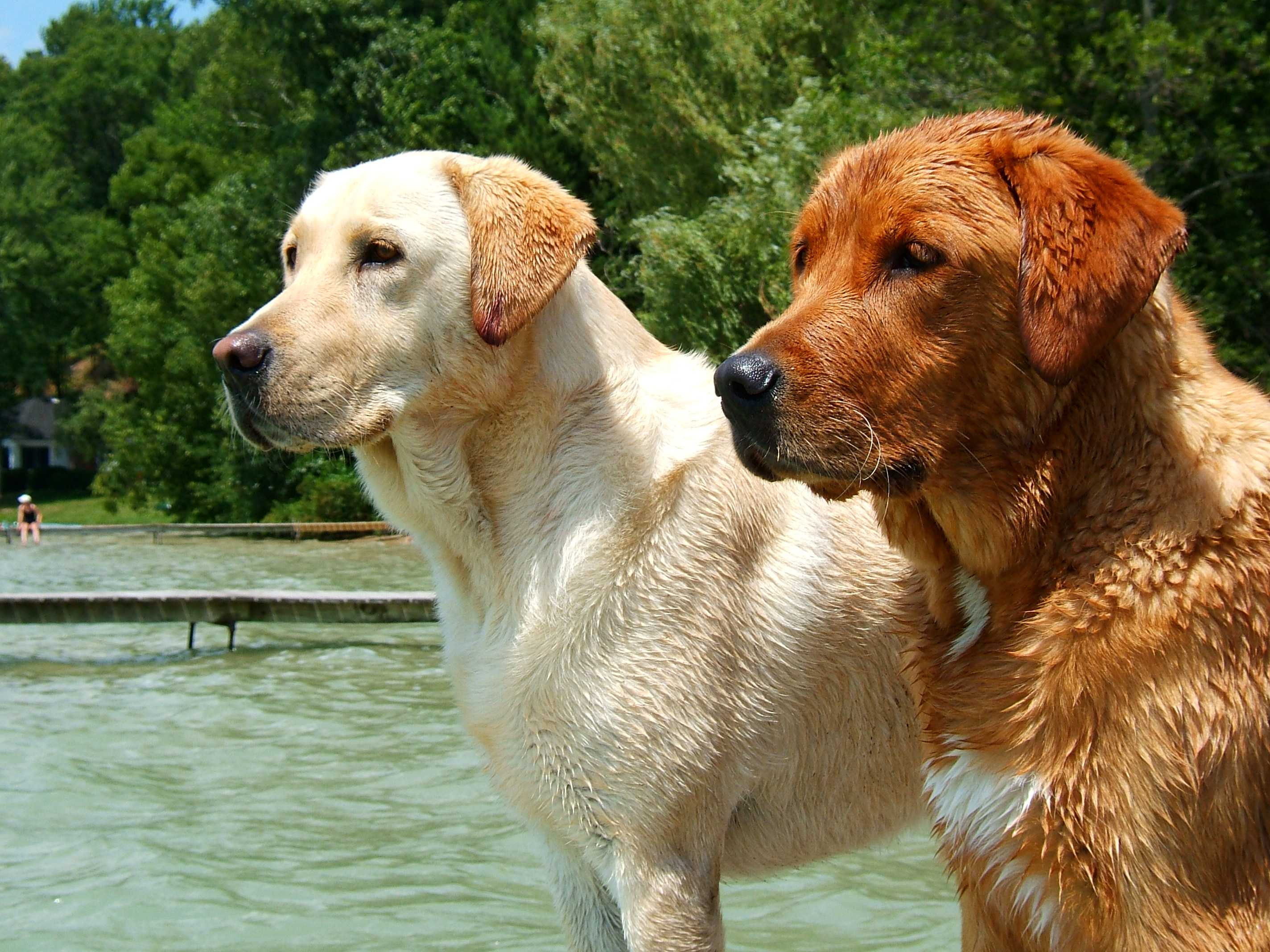
Labrador de couleur crème clair (à gauche) et fox red (à droite).
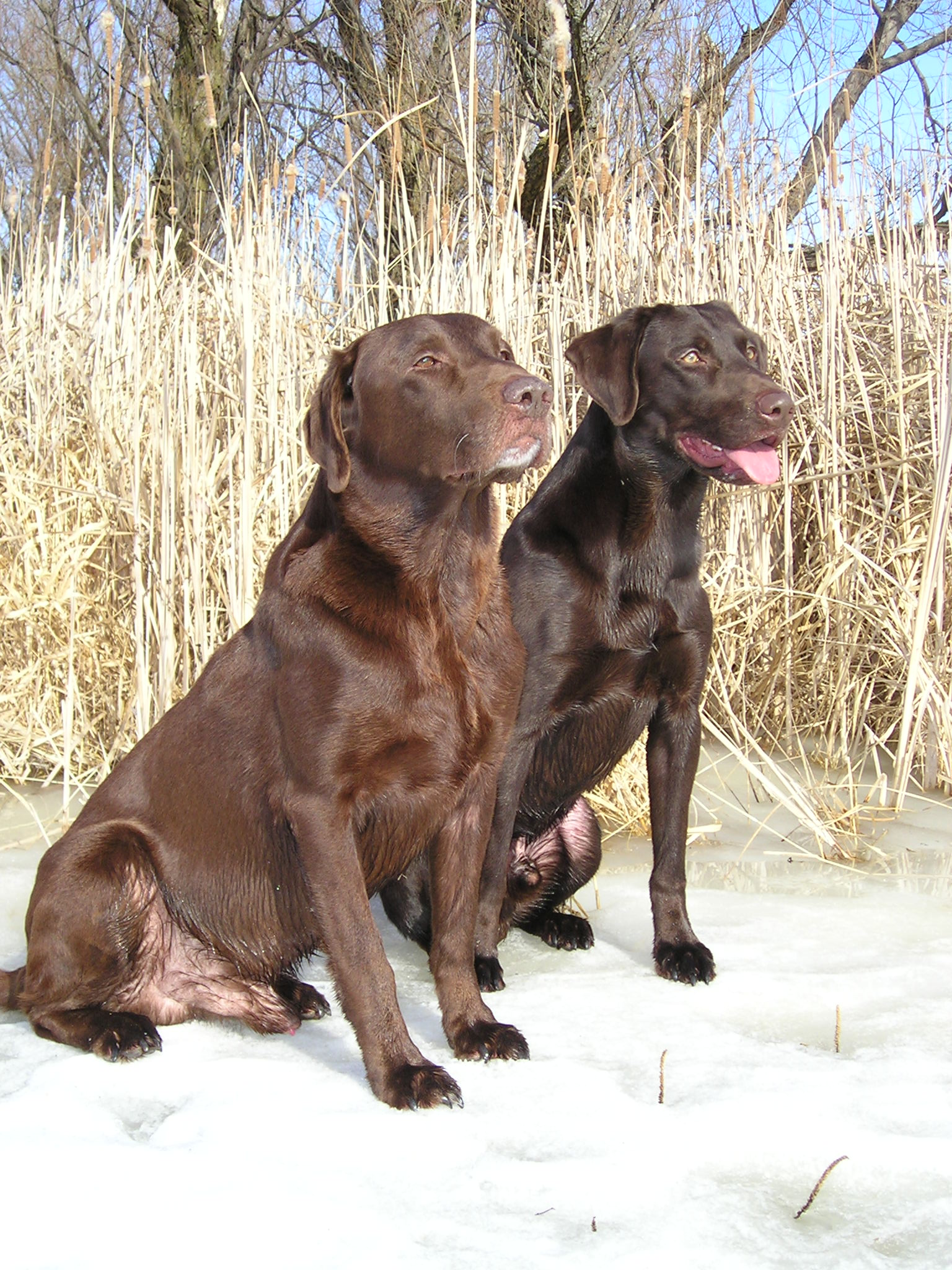
Labradors de couleur foie (à gauche) et chocolat (à droite).
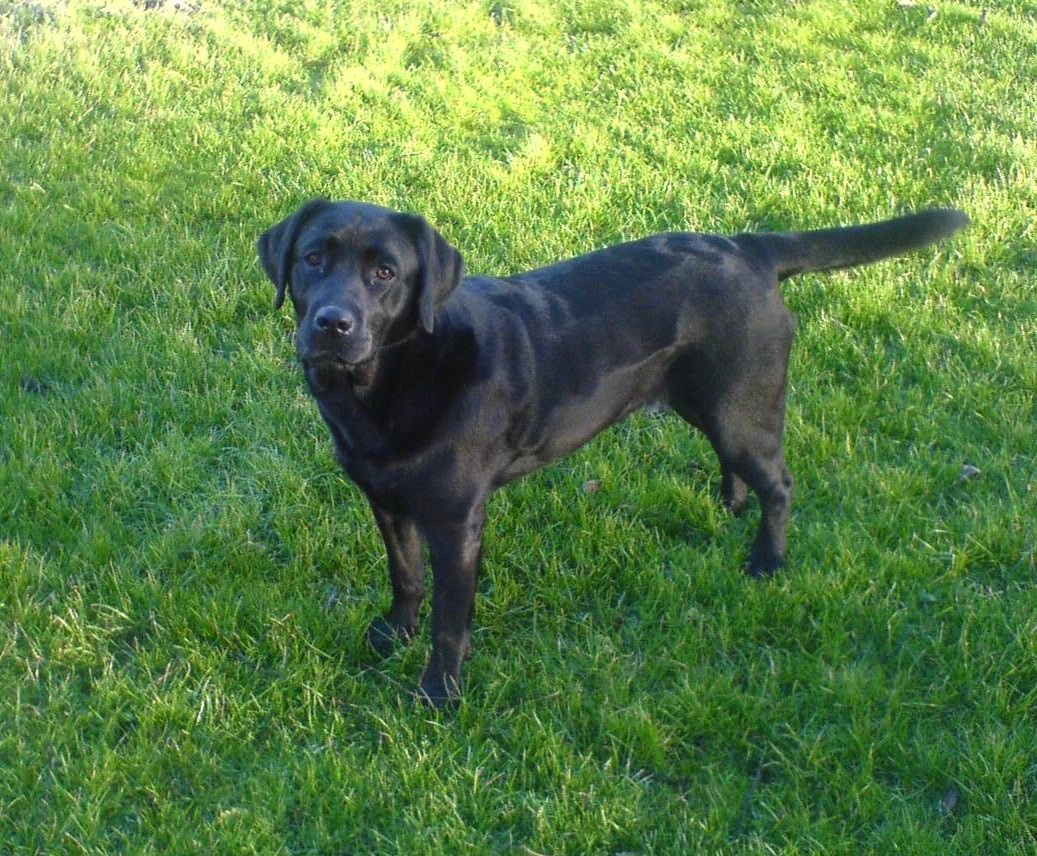
Un labrador noir.
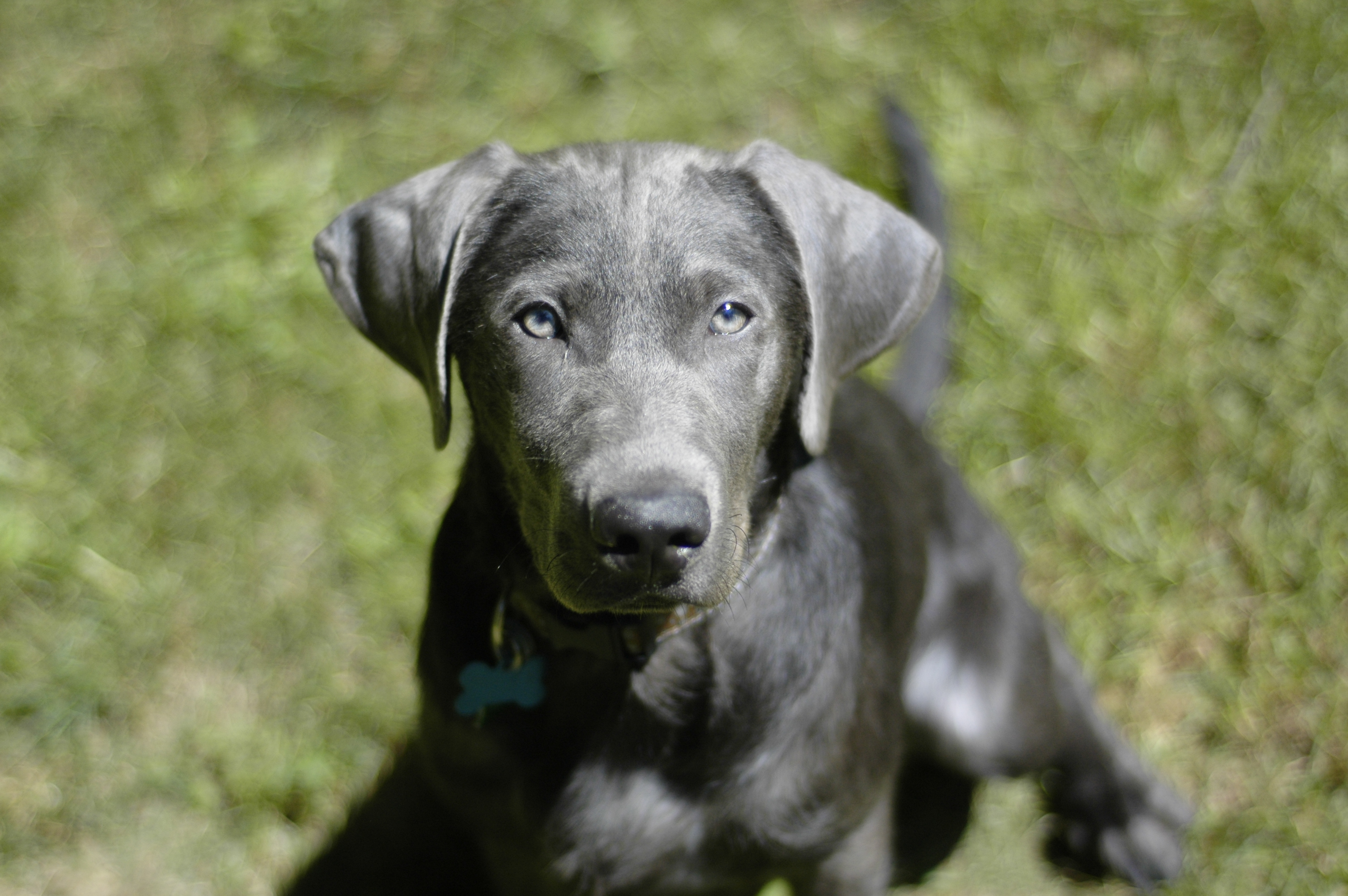
Labrador de couleur silver.

Selon une étude publiée dans la Canine Genetics and Epidemiology, il existe une relation entre la couleur de la robe du chien et l'espérance de vie : les labradors de robe chocolat ont une espérance de vie inférieure de 10 % en moyenne, et rencontrent davantage de problèmes de santé tout au long de leur vie : la prévalence des otites externes est deux fois supérieure et celle de la dermatite pyotraumatique, quatre fois supérieure.

## Hybrides et races proches
Le labrador et le chien de Terre-Neuve ont le même ancêtre commun, le chien de Saint-John, et jusqu'au XIXe siècle, les deux types étaient fréquemment confondus dans la littérature britannique. Le borador et le labernois sont deux races hybrides créées par croisements avec le border collie et le bouvier bernois respectivement.
Le labradoodle est un hybride de labrador et de caniche, originellement créé pour servir de chien guide hypoallergénique.
Le Labrador retriever est un cousin très proche du Golden retriever.

## Caractère

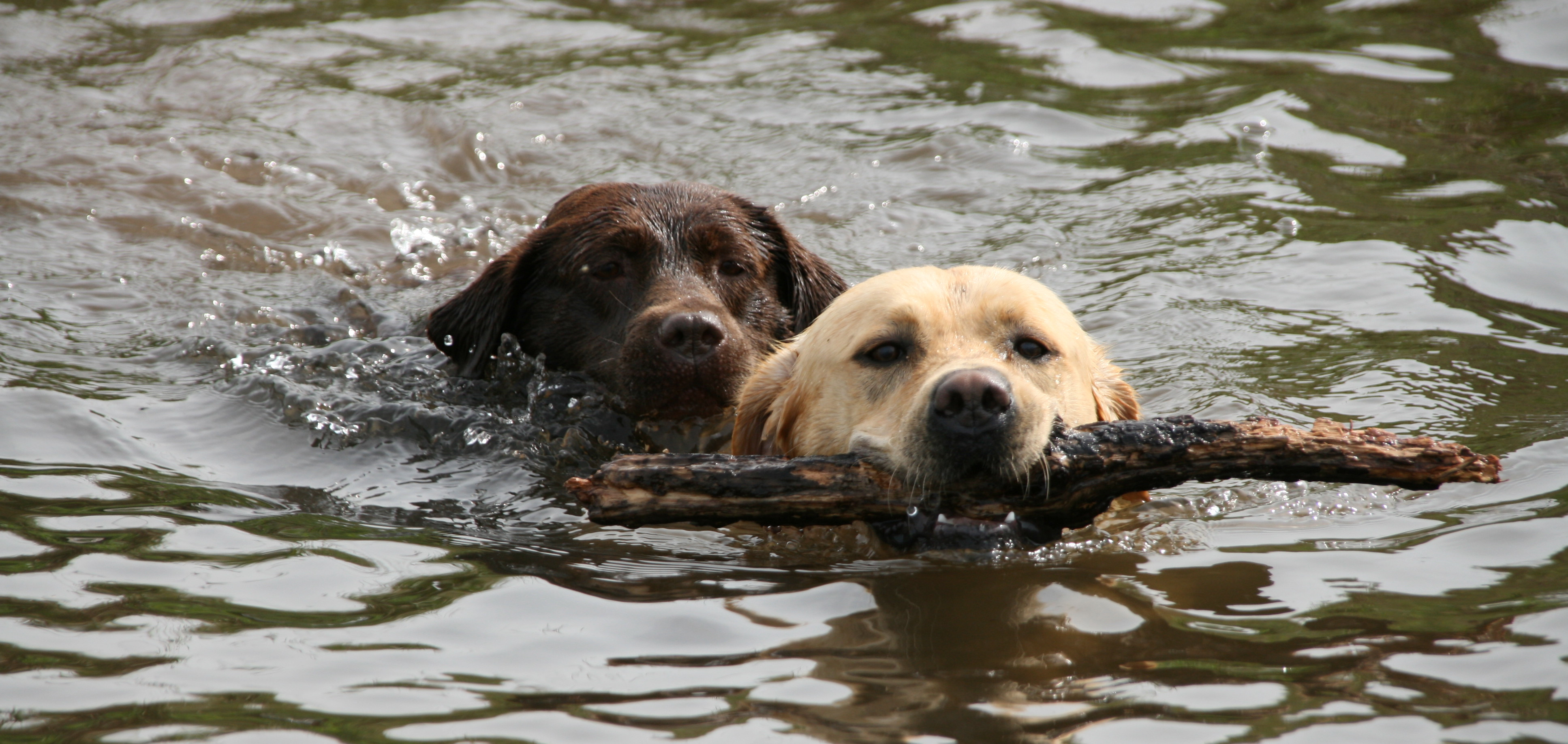
Le labrador adore l'eau et a un fort instinct de rapport.

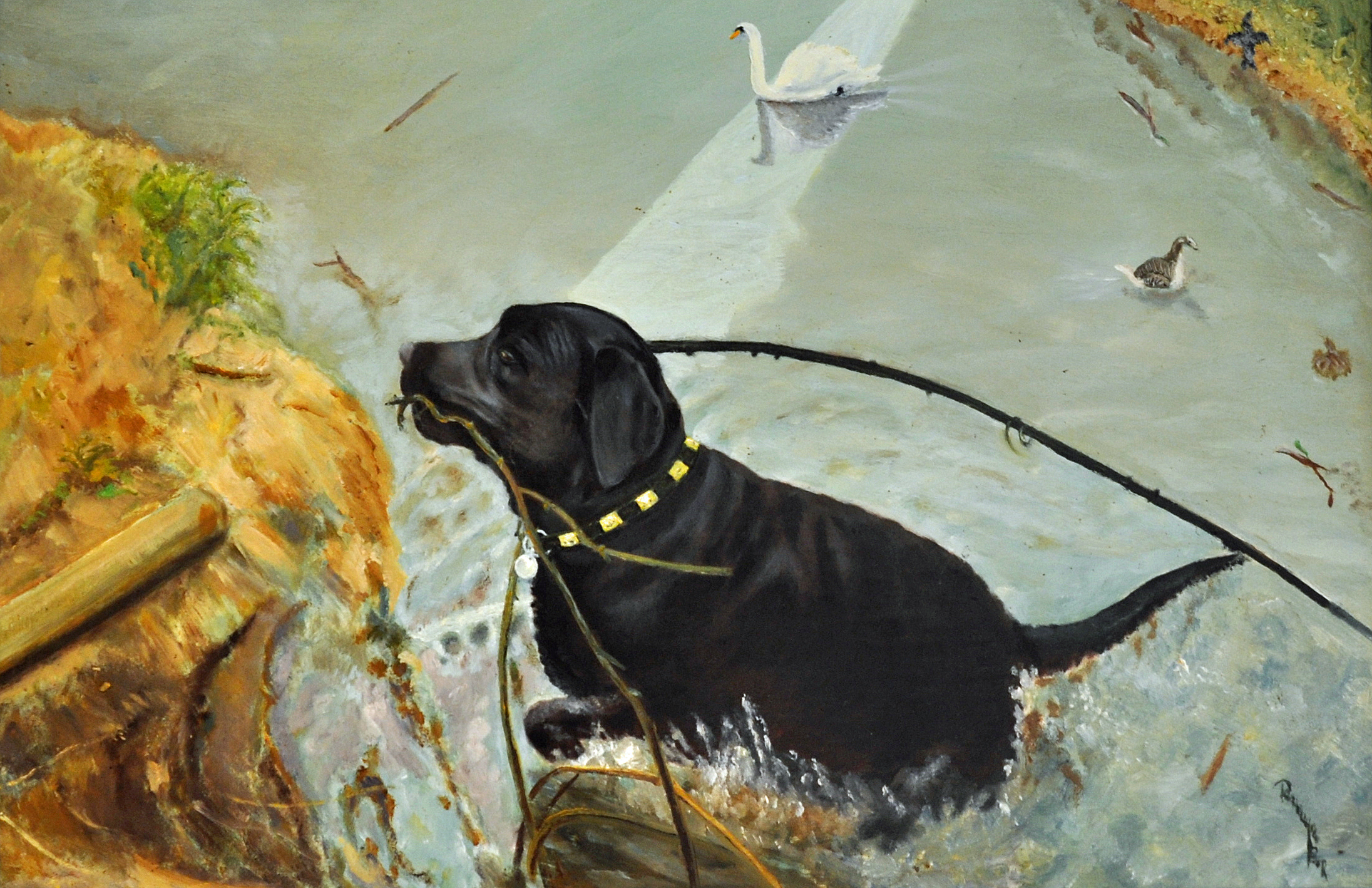
Le Labrador au parc de la Sauvagère peint par Albert Demuyser (1920-2003).

Le standard de la Fédération cynologique internationale décrit le labrador comme un chien amical, fidèle, intelligent, ardent et docile. Le labrador ne fait preuve d'aucune agressivité et n’est pas trop craintif. La Société centrale canine le décrit comme doux, attentif, dévoué et enjoué. Très patient même avec les enfants, il faut cependant se méfier de son caractère joueur et expansif auprès des plus jeunes, car il peut les blesser involontairement. L'éducation doit se faire en douceur et de préférence par le jeu. Il a l'instinct du rapport et adore l'eau. Le labrador est capable de comprendre jusqu'à une centaine de mots différents[réf. nécessaire].

## Utilité
Le labrador est un chien créé pour la chasse : c'est un chien de rapport notamment dans les marais réputé en raison de son très bon odorat, de sa « dent douce » et de ses aptitudes exceptionnelles de natation.
Le labrador est très utilisé comme chien de travail, notamment comme chien d'assistance aux handicapés visuels et physiques, chien de sauvetage, chien de détection, chien policier, chien truffier.
Avec le Golden retriever, le labrador est utilisé comme chien d'assistance aux personnes à mobilité réduite, mais aussi comme chien d'éveil aux personnes autistes, trisomiques ou polyhandicapées. En France, ces deux races sont principalement sélectionnées par l'association Handi'chiens[réf. nécessaire] grâce à leur caractère calme, leur sociabilité et leur instinct de rapport d'objets. De plus ils apportent un soutien moral et affectif aux personnes en situation de handicap ainsi qu'une grande autonomie.
Le Labrador fait également partie des chiens de sauvetage à l'eau (avec le Terre-neuve, le Landseer, tous les retrievers, le Leonberg, le Berger polonais de Podhale, l'Hovawart, les bouviers suisses et tous les chiens d'eau du 8e groupe, le Terrier noir russe, et le Saint-Bernard).
Capable de vivre aussi bien en ville qu'à la campagne, c'est un chien de compagnie qui a besoin d'exercice physique.

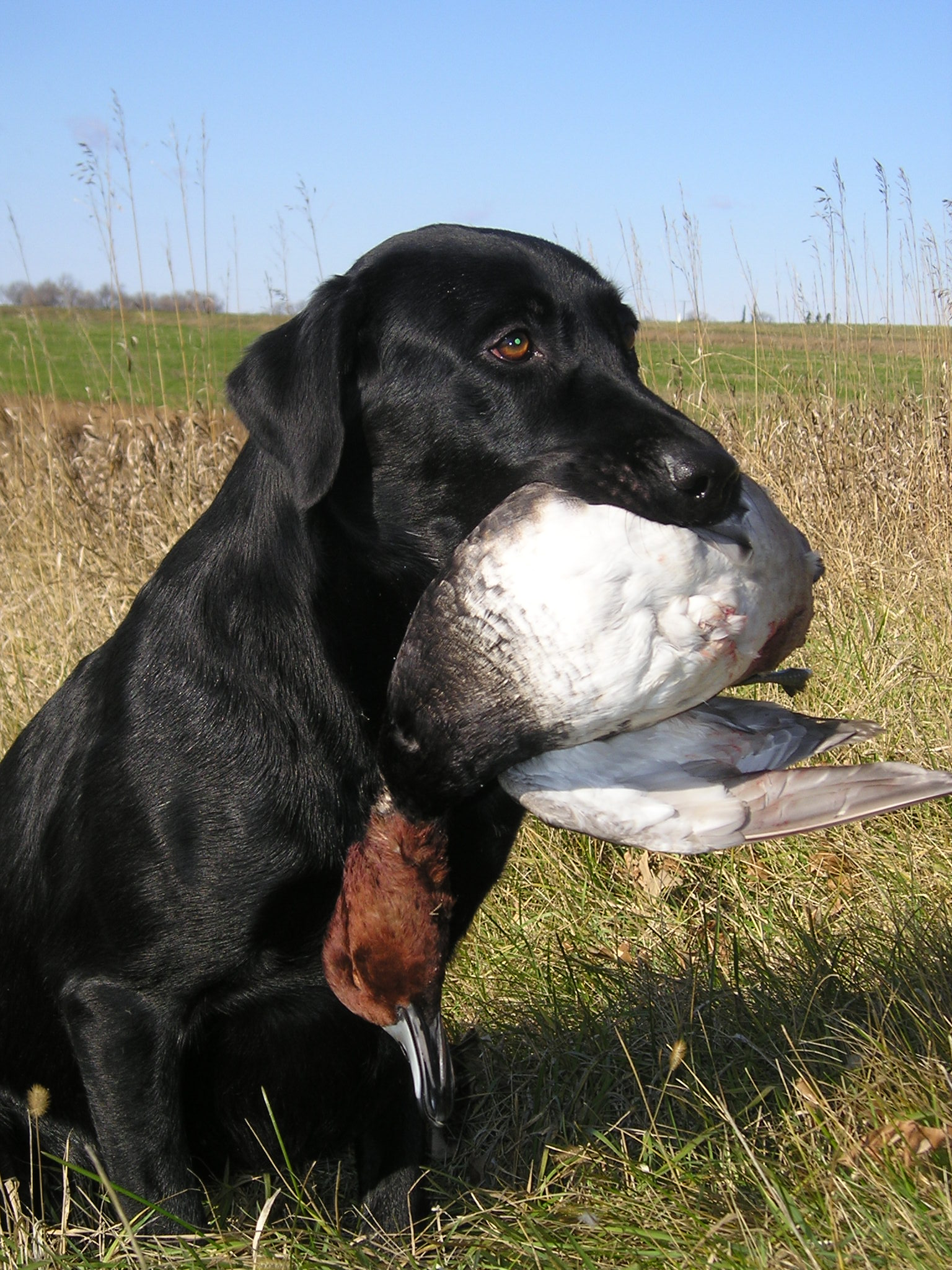
Le labrador est un chien de rapport.
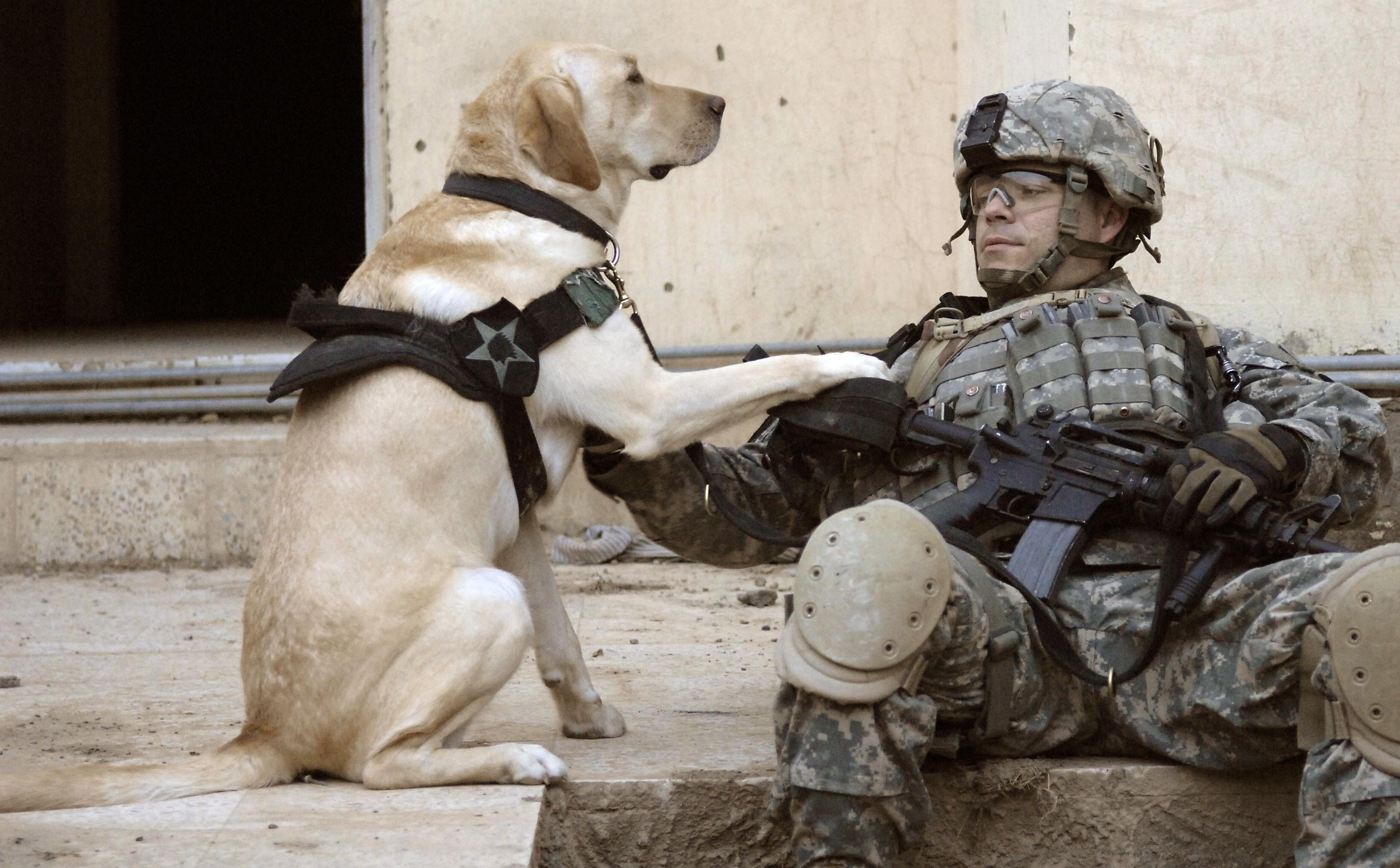
Un labrador utilisé par l'armée des États-Unis en Irak.
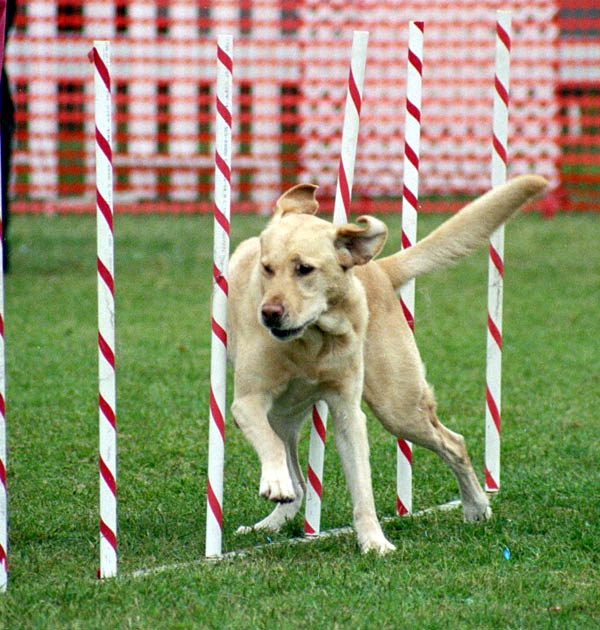
Labrador en discipline d'agility.
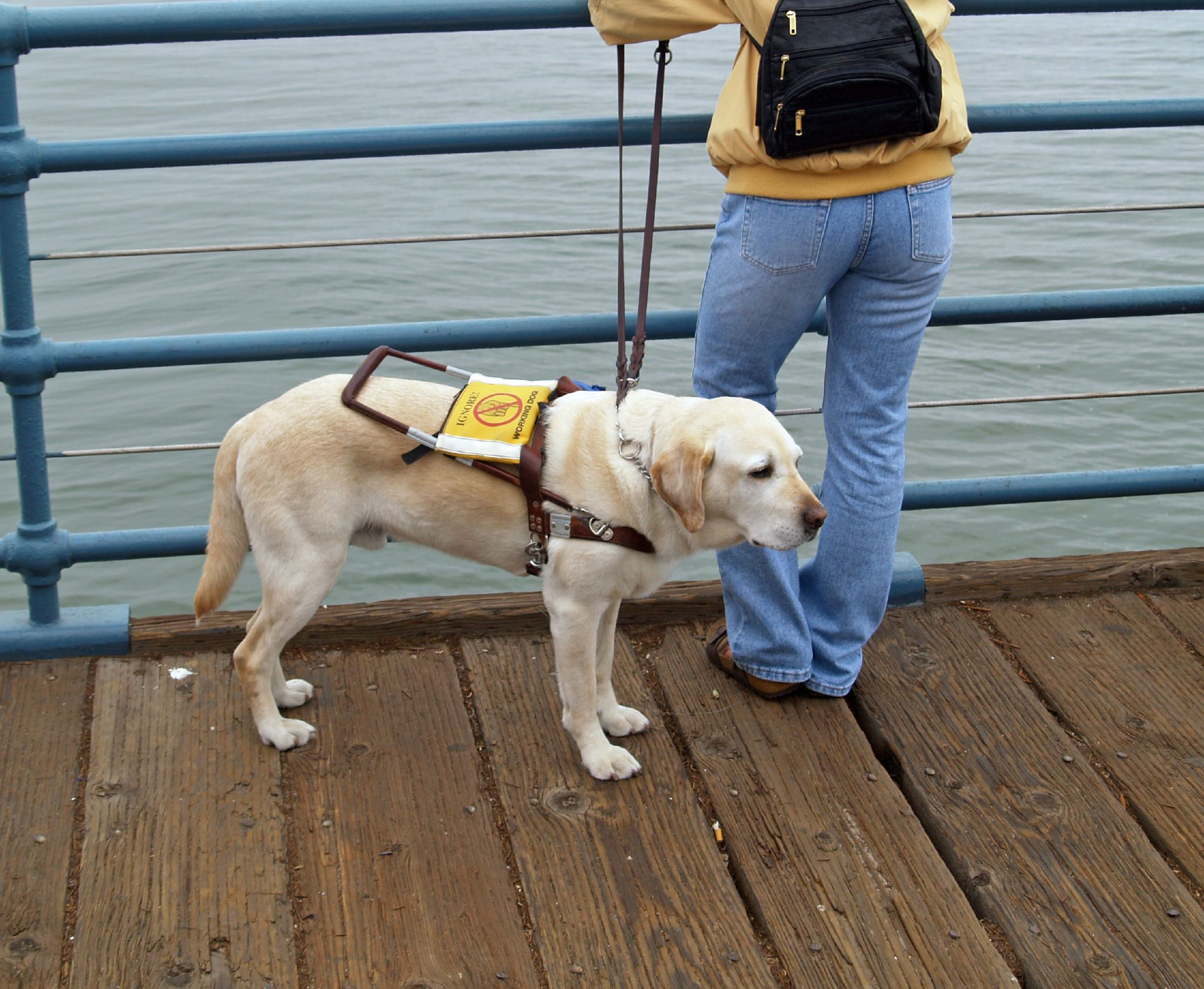
Labrador guide d'aveugle.

## Entretien
Le labrador a besoin de se dépenser régulièrement pour ne pas s'empâter, car c'est un chien vorace qui a tendance à prendre assez rapidement de l'embonpoint. D'après Temple Grandin, il a également tendance à mâchouiller de nombreux objets qui se présentent à lui, davantage que les autres races de chiens, une particularité qui semble liée à son appétit et sa voracité : « [...] en créant le labrador, on a créé un mangeur compulsif ». Temple Grandin ignore cependant les raisons de ce trait caractéristique des labradors.
Le labrador est un chien rustique dont l'entretien n'est pas très contraignant. Il est conseillé de l'étriller en période de mue. Sa fourrure dense et imperméable lui permet de résister aux intempéries et de nager sans difficulté.

## Santé
On peut s'attendre à ce qu'un Labrador vive de 10 à 12 ans. C'est une race saine avec relativement peu de problèmes majeurs. Les problèmes notables liés à la santé et au bien-être incluent les troubles héréditaires et l'obésité (la plupart manquent tout ou partie du gène régulateur de l'appétit POMC).
Une étude du Royal Veterinary College et une réalisée par l'Université de Sydney ont conclu que les Labradors de couleur chocolat ont une espérance de vie moyenne plus courte que les autres couleurs de Labrador (d'environ 10%) et sont plus susceptibles de souffrir de certains problèmes de santé.
Les Labradors sont quelque peu sujets à la hanche et à la dysplasie du coude, surtout chez les grands chiens. Les maladies oculaires peuvent inclure l'atrophie rétinienne progressive, les cataractes, la dystrophie cornéenne et la dysplasie rétinienne. Ils peuvent souffrir de collapsus induit par l'exercice, qui provoque une hyperthermie, une faiblesse, un effondrement et une désorientation après de courtes séances d'exercice, ou de l'obésité, qui dans certains cas peut être en partie due à l'absence de tout ou partie du gène proopiomelanocortin,,.
Le Labrador Retriever est sujet à une forte appétence et présente une prédisposition marquée au surpoids, ce qui exige une attention particulière à son alimentation et à son niveau d’activité physique. En plus de l’exercice régulier, il a besoin de stimulations mentales fréquentes pour prévenir l’ennui et les comportements indésirables. On distingue par ailleurs deux lignées principales: la lignée dite « de travail », plus active et fine, et la lignée « de beauté », plus massive et généralement plus calme.

## Démographie
Le Labrador est un chien exceptionnellement populaire. En 2006, il était largement considéré comme la race la plus populaire au monde. Et c'est le chien le plus populaire par propriété au Canada, en Nouvelle-Zélande et au Royaume-Uni. En 2006, au Royaume-Uni et aux États-Unis, il y avait bien plus de deux fois plus de Labradors enregistrés que la race la plus populaire suivante,. Si la comparaison est limitée aux races de chiens de taille similaire, alors il y a environ 3 à 5 fois plus de Labradors enregistrés dans les deux pays que les races les plus populaires suivantes, le Berger Allemand et le Golden Retriever,.
Ils sont la race d'chien d'assistance la plus populaire aux États-Unis, en Australie et dans de nombreux autres pays, ainsi que largement utilisés par la police et d'autres organismes officiels pour leurs capacités de détection et de travail. Environ 60 à 70% de tous les chiens guides aux États-Unis sont des Labradors.
Sept des 13 nommés au Hall of Fame des « Gundogs exceptionnels » du Conseil national des Kennels australien sont des Labradors (la liste couvre la période de 2000 à 2005).

## Le labrador dans la culture

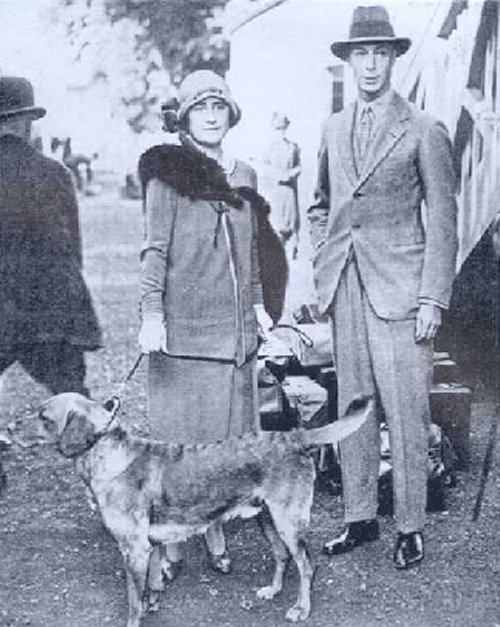
Le futur roi George VI, sa femme Elizabeth Bowes-Lyon et leur labrador jaune.

- Brian Griffin de la série Les Griffin est un labrador.
- Marley dans Marley et moi est un labrador.
- Mr.Peanutbutter de la série BoJack Horseman est un labrador.
- Zuma le chien plongeur de la Pat'Patrouille est un labrador.